# Gwiezdne wojny: Akolita
Gwiezdne wojny: Akolita (oryg. The Acolyte) – amerykański serial fantastyczny osadzony w świecie Gwiezdnych wojen, stworzony przez Leslye Headland.
Serial opisuje losy Jedi badających serię przestępstw podczas ery Wielkiej Republiki.
W produkcji występują Amandla Stenberg, Lee Jung-jae, Charlie Barnett, Dafne Keen, Rebecca Henderson, Jodie Turner-Smith, Carrie-Anne Moss, Manny Jacinto, Dean-Charles Chapman, Joonas Suotamo, Margarita Levieva, Lauren Brady i Leah Brady.
Pod koniec 2019 roku Headland wyraziła zainteresowanie pracą nad serialem ze świata Gwiezdnych wojen i do kwietnia 2020 roku go opracowywała. Tytuł został ogłoszony w grudniu tego samego roku. Zdjęcia odbywały się w Londynie i Shinfield Studios w Berkshire, a także w Walii i Portugalii.
Pierwsze dwa odcinki Akolity zadebiutowały na platformie Disney+ 4 czerwca 2024 roku. Kolejne sześć odcinków było emitowanych co tydzień. Serial otrzymał pozytywne recenzje od krytyków.

## Fabuła
Akcja serialu dzieje się pod koniec ery Wielkiej Republiki, około sto lat przed akcją Mrocznego widma. Jeden z szanowanych członków Zakonu Jedi bada sprawę serii przestępstw, które doprowadzają go do kontaktu z byłym Padawanem.

## Obsada

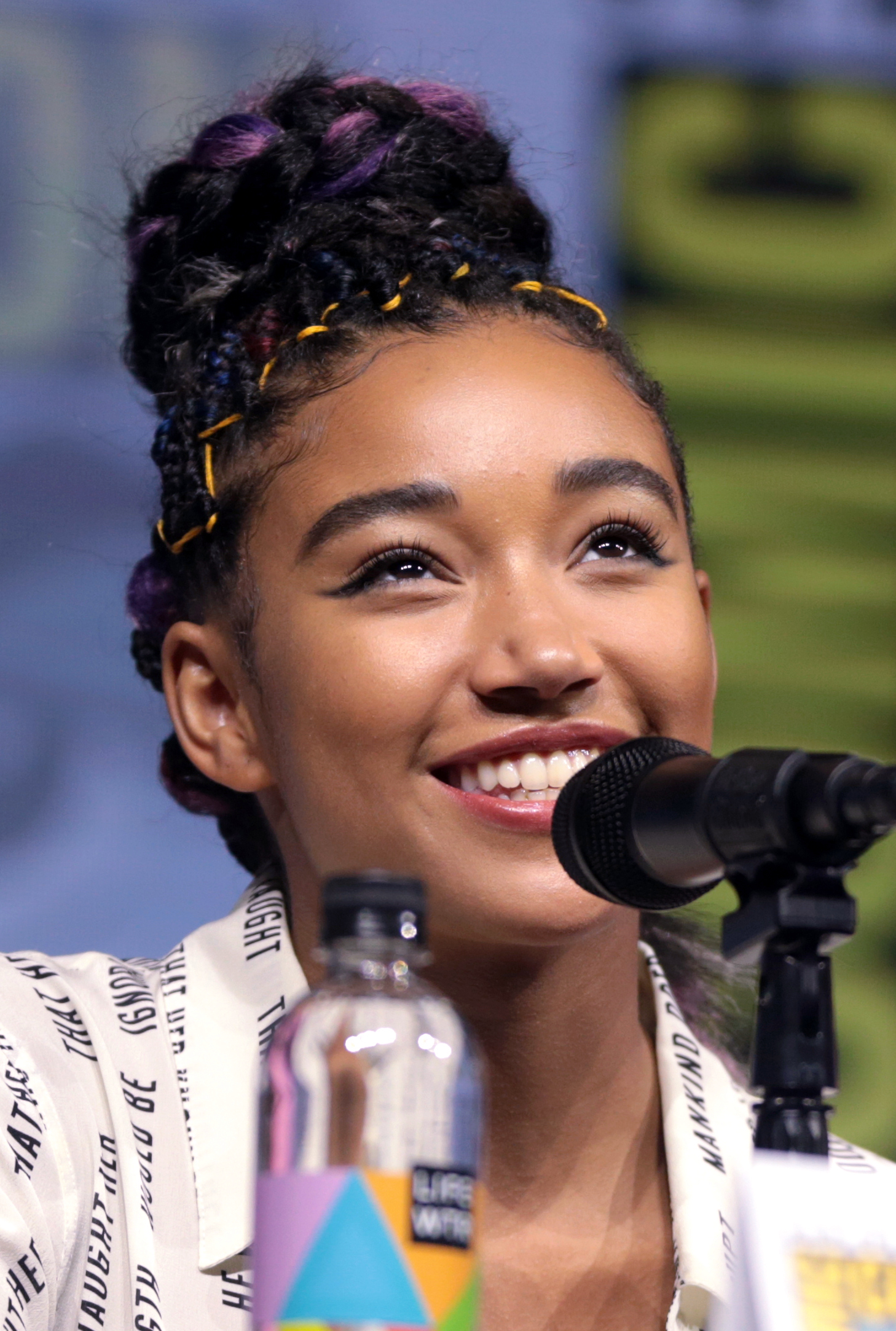
Amandla Stenberg, odtwórczyni głównych ról

### Role główne
- Amandla Stenberg jako bliźniaczki Osha i Mae[5].
- Lee Jung-jae jako Sol, mistrz Jedi[6].
- Dafne Keen jako Jecki Lon, padawanka Sola[6]
- Charlie Barnett jako Yord Fandar, rycerz Jedi[6]
- Manny Jacinto jako Qimir, dawny przemytnik[6]
- Jodie Turner-Smith jako Aniseya, przywódczyni Czarownic z Brendok[6]
- Rebecca Henderson jako Vernestra Rwoh, była członkini Zakonu Jedi[6].
- Dean-Charles Chapman jako Torbin, mistrz Jedi[7].
- Joonas Suotamo jako Kelnacca, mistrz Jedi z rasy Wookieech[6].
- Carrie-Anne Moss jako Indara, mistrz Jedi[6].
- Margarita Levieva jako Koril[8].

### Role gościnne
- Derek Arnold jako Ki-Adi-Mundi, mistrz Jedi[9]

- Thara Schöön jako Tasi Lowa[10].
- Abigail Thorn jako Eurus[11].

## Lista odcinków
| Nr | Tytuł             | Reżyseria         | Scenariusz                                         | Premiera (Disney+) |
| -- | ----------------- | ----------------- | -------------------------------------------------- | ------------------ |
| 1  | Lost / Found      | Leslye Headland   | Leslye Headland                                    | 4 czerwca 2024     |
| 2  | Revenge / Justice | Leslye Headland   | Leslye Headland                                    | 4 czerwca 2024     |
| 3  | Destiny           | Kogonada          | Jasmyne Flournoy, Eileen Shim                      | 11 czerwca 2024    |
| 4  | Day               | Alex Garcia Lopez | Claire Kiechel, Kor Adana                          | 18 czerwca 2024    |
| 5  | Night             | Alex Garcia Lopez | Kor Adana, Cameron Squires                         | 25 czerwca 2024    |
| 6  | Teach / Corrupt   | Hanelle Culpepper | Leslye Headland, Jocelyn Bioh                      | 2 lipca 2024       |
| 7  | Choice            | Kogonada          | Charmaine DeGraté, Jen Richards & Jasmyne Flournoy | 9 lipca 2024       |

## Produkcja

### Rozwój projektu
Na premierze filmu Gwiezdne wojny: Skywalker. Odrodzenie scenarzystka Leslye Headland została zapytana o swoje zainteresowanie franczyzą Gwiezdnych wojen i ujawniła, że jest wielką fanką oraz posiada liczne pomysły na nowe produkcje, które mogłaby nakręcić, gdyby poprosiła ją o to prezes Lucasfilm, Kathleen Kennedy. Headland skontaktowała się z Lucasfilm, aby omówić swoje pomysły po zakończeniu prac nad serialem Russian Doll i przedstawiła zarys pierwszego sezonu. Kennedy zgodziła się rozpocząć pracę nad serialem podczas tego wstępnego spotkania a w kwietniu 2020 roku ujawniono, że Headland pisze scenariusz dla nowego serialu ze świata Gwiezdnych wojen dla serwisu streamingowego Disney+ skoncentrowanego na kobietach. Rozpoczął się casting do serialu i spodziewano się, że będzie on osadzony w innej części osi czasu franczyzy niż pozostałe projekty z uniwersum.

### Casting
Rola Amandli Stenberg w obsadzie została potwierdzona w lipcu 2022. Lee Jung-jae został obsadzony w głównej roli męskiej wrześniu 2022. Na Star Wars Celebration London w kwietniu 2023 roku ujawniono, że Joonas Suotamo jest częścią obsady jako Wookiee Jedi Kelnacca, Również na konwencie, Lee, Keen, Barnett, Henderson i Moss zostali ujawnieni jako Jedi, a Henderson została obsadzona w roli Vernestry Rwoh, którą przedstawiono w inicjatywie wydawniczej Wielkiej Republiki.

Pod koniec maja 2024, na tydzień przed premierą serialu, Headland potwierdziła krążące od dawna plotki, że Stenberg wciela się w dwie postacie w serialu: wcześniej zapowiedzianą Mae i jej siostrę bliźniaczkę Oshę, która jest byłą padawanką

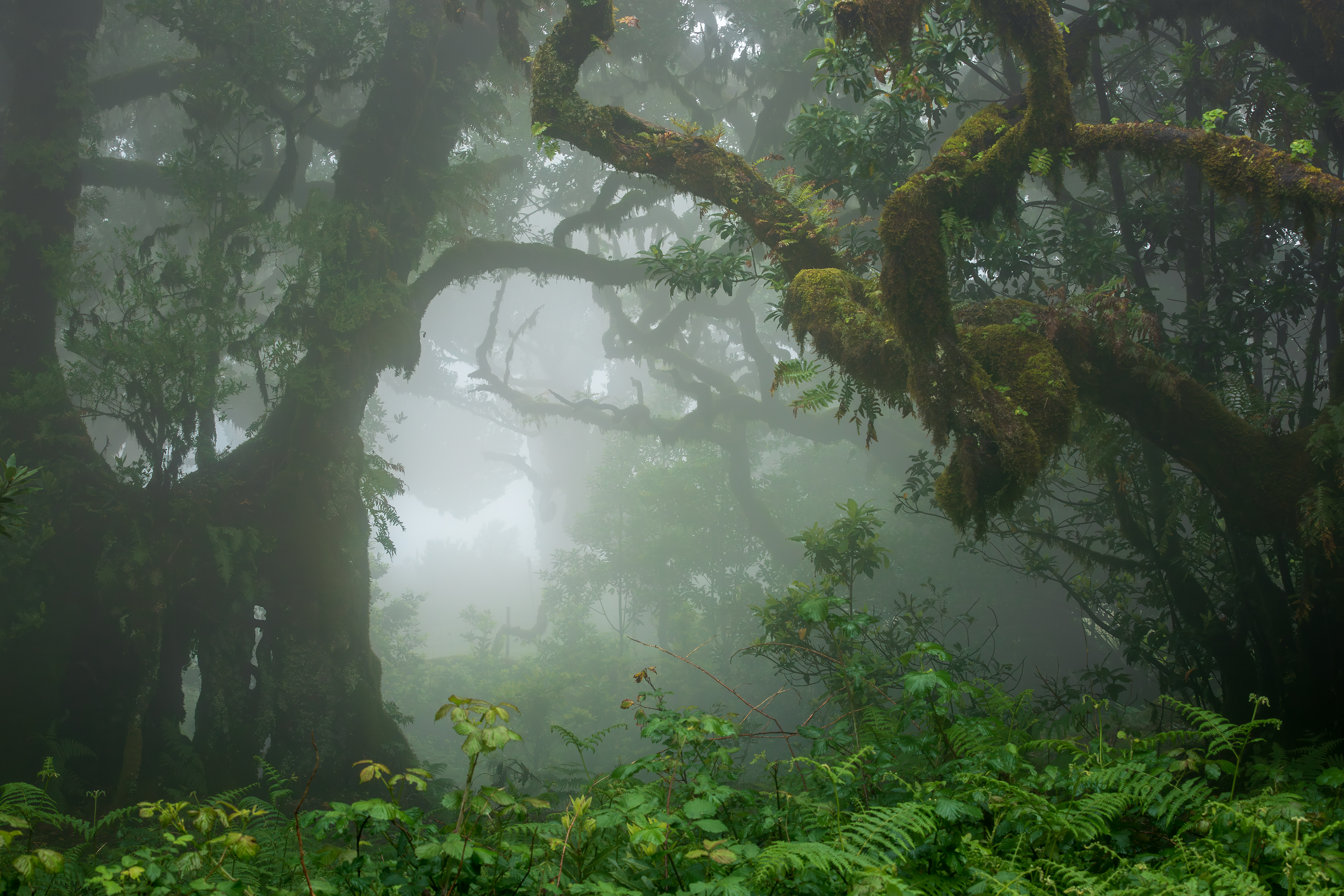
Las Fanal - jedno z miejsc na Maderze, gdzie odbywały się zdjęcia

### Zdjęcia
Główny okres zdjęciowy rozpoczęto pod koniec października 2022 w Shinfield Studios w Berkshire. Zdjęcia kręcono także w pobliskim Englefield Estate, walijskim parku narodowym Brecon Beacons oraz na należącej do Portugalii Maderze. Kręcenie zakończono w czerwcu 2023.

## Promocja
Headland i członkowie obsady zaprezentowali pierwszy materiał z serialu na Star Wars Celebration London w kwietniu 2023 roku. Pierwszy zwiastun został opublikowany w marcu 2024, po czym został obejrzany 51,3 miliona razy w ciągu pierwszych 24 godzin, ustawiając rekord dla serialu streamingowego.

## Wydanie
Pierwsze dwa odcinki zadebiutowały 4 czerwca 2024 roku na platformie Disney+. Kolejne były wydawane co tydzień. Pokaz premierowy miał miejsce 23 maja 2024 w kinie El Capitan Theatre w Los Angeles.

## Odbiór

### Krytyka
Serial spotkał się z pozytywną reakcją krytyków. W serwisie Rotten Tomatoes ogólny wynik serii to 78%, a średnia ocen wystawionych na podstawie 247 recenzji wyniosła 7,05 na 10. Na portalu Metacritic średnia ważona ocen z 33 recenzji wyniosła 67 punktów na 100.

### Oglądalność
Disney ogłosił, że w dniu premiery oglądalność serialu wyniosła 4,8 miliona wyświetleń, a w ciągu pierwszych pięciu dni – 11,1 miliona wyświetleń. Na dzień 14 czerwca 2024 roku jest to największa premiera serialu na serwisie streamingowego w 2024 roku. Oglądalność po pięciu dniach była niższa niż w przypadku poprzedniego serialu ze świata Gwiezdnych wojen, Ahsoki, który miał 14 milionów wyświetleń.